# Бусловских, Алексей Юрьевич
Алексей Юрьевич Бусловских - российский пловец в ластах.

## Карьера
Тренировался у А.М. Салмина в новосибирском центре высшего спортивного мастерства.
Шестикратный чемпион мира.
Работает ведущим специалистом отдела по делам молодежи, культуре и спорту администрации Дзержинского района Новосибирска.